# Campionati europei di pattinaggio di velocità 2020
I campionati europei di pattinaggio di velocità 2020 sono stati la 114ª edizione della manifestazione. Si sono svolti dal 10 al 12 gennaio 2020 presso il Thialf di Heerenveen, nei Paesi Bassi.

## Podi

### Uomini
| Evento                            | Oro                                                       | Punti      | Argento                                                              | Punti   | Bronzo                                                          | Punti   |
| 500 m (dettagli)                  | Pavel Kulizhnikov                                         | 34.38      | Dai Dai Ntab                                                         | 34.47   | Ruslan Murashov                                                 | 34.59   |
| 1000 m (dettagli)                 | Pavel Kulizhnikov                                         | 1:07.09 TR | Thomas Krol                                                          | 1:07.82 | Kai Verbij                                                      | 1:08.38 |
| 1500 m (dettagli)                 | Thomas Krol                                               | 1:43.67    | Denis Yuskov                                                         | 1:44.80 | Patrick Roest                                                   | 1:44.82 |
| 5000 m (dettagli)                 | Patrick Roest                                             | 6:08.92 TR | Sven Kramer                                                          | 6:10.76 | Denis Yuskov                                                    | 6:12.26 |
| Inseguimento a squadre (dettagli) | Paesi Bassi Patrick Roest Marcel Bosker Sven Kramer       | 3:40.63    | Russia Denis Yuskov Alexander Rumyantsev Danila Semerikov            | 3:42.48 | Norvegia Sverre Lunde Pedersen Håvard Bøkko Hallgeir Engebråten | 3:43.39 |
| Sprint a squadre (dettagli)       | Russia Pavel Kulizhnikov Ruslan Murashov Viktor Mushtakov | 1:18.92    | Norvegia Odin By Farstad Håvard Holmefjord Lorentzen Bjørn Magnussen | 1:20.18 | Svizzera Oliver Grob Christian Oberbichler Livio Wenger         | 1:21.44 |
| Mass start (dettagli)             | Bart Swings                                               | 60 p.      | Arjan Stroetinga                                                     | 40 p.   | Danila Semerikov                                                | 20 p.   |

### Donne
| Evento                            | Oro                                                      | Punti   | Argento                                                       | Punti    | Bronzo                                                            | Punti    |
| 500 m (dettagli)                  | Ol'ga Fatkulina                                          | 37.40   | Vanessa Herzog                                                | 37.49    | Angelina Golikova                                                 | 37.50    |
| 1000 m (dettagli)                 | Jutta Leerdam                                            | 1:13.67 | Daria Kachanova                                               | 1:13.90  | Yekaterina Shikhova                                               | 1:14.48  |
| 1500 m (dettagli)                 | Ireen Wüst                                               | 1:54.88 | Evgeniia Lalenkova                                            | 1:55.22  | Yekaterina Shikhova                                               | 1:55.31  |
| 3000 m (dettagli)                 | Esmee Visser                                             | 3:59.15 | Natalya Voronina                                              | 4:01.660 | Francesca Lollobrigida                                            | 4:01.663 |
| Inseguimento a squadre (dettagli) | Paesi Bassi Ireen Wüst Melissa Wijfje Antoinette de Jong | 2:57.97 | Russia Elizaveta Kazelina Natalia Voronina Evgeniia Lalenkova | 2:59.04  | Bielorussia Maryna Zuyeva Yeugeniya Vorobyova Tatsiana Mikhailava | 3:05.47  |
| Sprint a squadre (dettagli)       | Russia Olga Fatkulina Angelina Golikova Daria Kachanova  | 1:26.17 | Paesi Bassi Letitia de Jong Femke Kok Ireen Wüst              | 1:26.62  | Polonia Natalia Czerwonka Andżelika Wójcik Kaja Ziomek            | 1:28.25  |
| Mass start (dettagli)             | Irene Schouten                                           | 62 p.   | Francesca Lollobrigida                                        | 41 p.    | Melissa Wijfje                                                    | 22 p.    |

## Medagliere
| Posizione | Paese       | Oro | Argento | Bronzo | Totale |
| --------- | ----------- | --- | ------- | ------ | ------ |
| 1         | Paesi Bassi | 8   | 5       | 3      | 16     |
| 2         | Russia      | 5   | 6       | 6      | 17     |
| 3         | Belgio      | 1   | 0       | 0      | 1      |
| 4         | Italia      | 0   | 1       | 1      | 2      |
| 4         | Norvegia    | 0   | 1       | 1      | 2      |
| 6         | Austria     | 0   | 1       | 0      | 1      |
| 7         | Polonia     | 0   | 0       | 1      | 1      |
| 7         | Bielorussia | 0   | 0       | 1      | 1      |
| 7         | Svizzera    | 0   | 0       | 1      | 1      |